# Hailey Bieber
Hailey Rhode Bieber, född Baldwin den 22 november 1996 i Tucson i Arizona, är en amerikansk modell, entreprenör och tv-personlighet. Hon är dotter till skådespelaren Stephen Baldwin.

## Biografi
Bieber föddes 1996 i Tucson i Arizona som dotter till skådespelaren Stephen Baldwin, den yngste av bröderna Baldwin. Hennes mor är den grafiska designern Kennya Deodato Baldwin, som kommer från Brasilien. Biebers morfar är den brasilianska musikern Eumir Deodato.
Hennes syster, Alaia Baldwin är också modell.

## Karriär
Den första modellagenturen Bieber skrev på för var New York byrån Ford Models. Hennes första kommersiella kampanj var för klädmärket French Connection på vintern 2014. I oktober 2014 gjorde Bieber sin catwalk debut för Topshop och för franska modeskaparen Sonia Rykiel.
I januari 2015, fotograferades Bieber för amerikanska Vogue och i mars för Teen Vogue. I juli 2015 var hon med i Ralph Lauren-reklam tillsammans med den australiensiska sångaren Cody Simpson och i oktober återvände hon till catwalken för Tommy Hilfiger.
Den 25 oktober 2015, arbetade Bieber som TV-värd vid 2015 MTV Europe Music Awards i Milano, Italien.

## Privatliv
Biebers främsta professionella mål var att bli en professionell klassisk balettdansare, men hon var tvungen att sluta träna på grund av en fotskada.
Den 7 juli 2018 förlovade sig Bieber med sångaren Justin Bieber. Den 23 november 2018 bekräftades det att Baldwin är gift med Justin Bieber. I augusti 2024 meddelades det även att makarna Bieber hade fått sitt första gemensamma barn tillsammans, en son vid namn Jack Blues Bieber.